# 海文大桥
海文大桥（原名：铺前大桥）是中国海南省的一座独塔双索面钢箱梁斜拉跨海大桥，同时也是中国首座跨越地震活动断层、抗震设防烈度最高、设计基本风速最大的跨海大桥，位于文昌市铺前镇与海口市美兰区演丰镇之间，跨越铺前湾。
截至2016年，该桥是海南省规模最大的独立跨海桥梁工程，被列为海南省重点工程项目，也是海南省“一桥四路”工程的一部分。大桥起点位于文昌市铺前镇云楼村西北，途经三榜村、北港岛，终点位于海口市演丰镇塔市村，接海口市江东大道，成为海南环岛旅游公路的一部分。
路线总长5.597公里，其中跨海大桥长3.959公里，桥头引线长1.638公里，采用双向六车道一级公路标准，设计速度80公里/小时，桥梁宽度32米。项目批复概算总投资约26.69亿元人民币，于2015年3月6日正式开工建设，建设工期48个月，于2019年3月18日竣工通车。
大桥通车后，从铺前到海口的车程将由原来的1.5小时缩短到20多分钟，有利于完善区域公路网络，发挥海口辐射带动功能，促进沿线地区旅游资源开发和经济社会协调发展，也有利于文昌借助更加便利的交通优势，更好地融入琼北交通经济圈。

## 设计

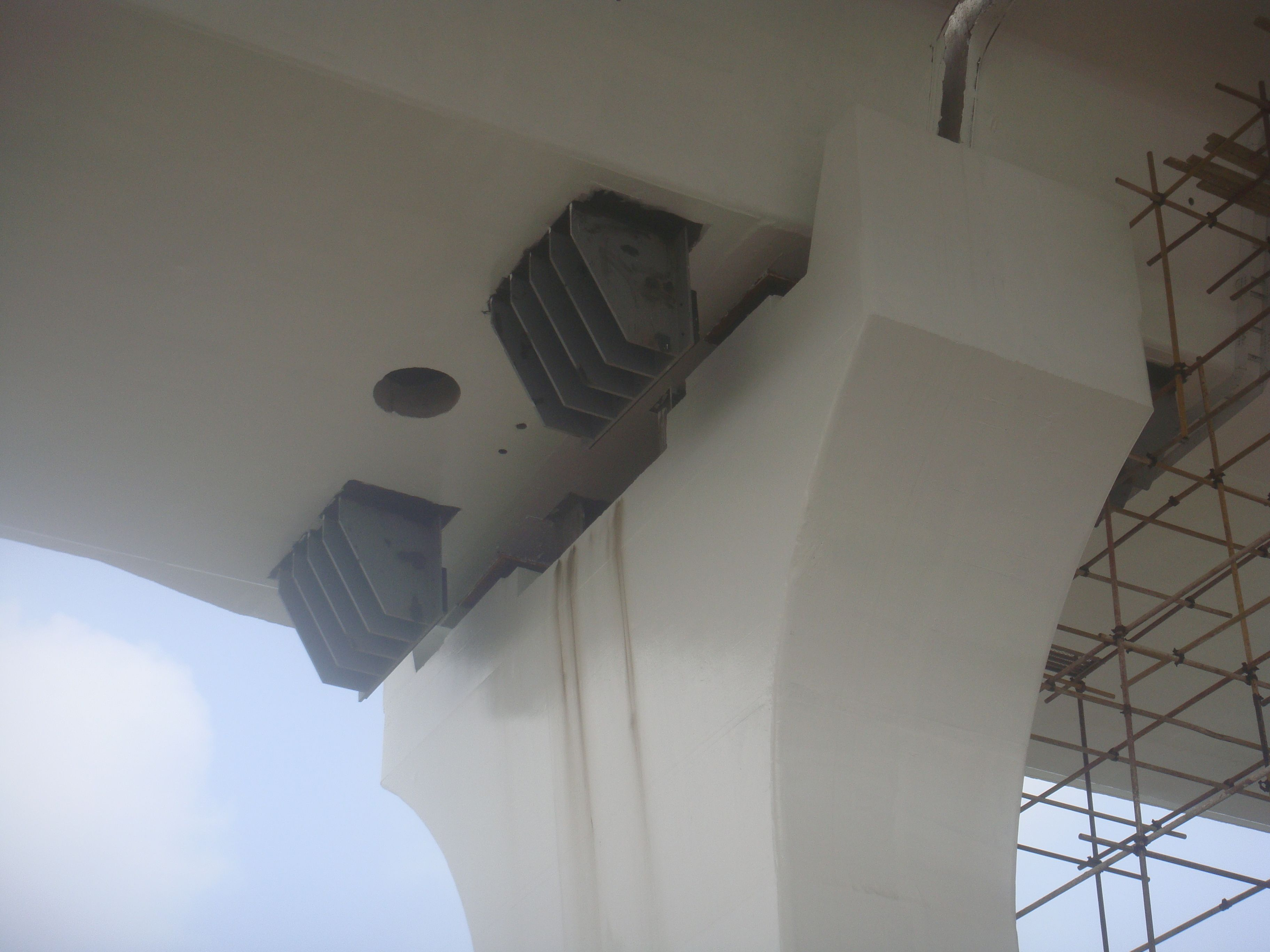
桥台处的抗震设计

海文大桥桥址处为1605年琼山7.5级大地震的震中所在地，也是潜在的震源区，受活动断层影响，其地震动峰值加速度为中国最高，因此，该桥将采用中国最高的抗震设防标准修建，是中国第一座跨越活动断层的特大型桥梁。
大桥位于海南岛东北部强台风多发的琼州海峡沿岸，且靠近风力强劲的海峡东部入口。2014年对海南岛造成重创的超强台风“威马逊”和“海鸥”均从此桥位处经过。因此，大桥设计基本风速达到了49.5米/秒，是中国设计基本风速最大的桥梁。
大桥工程由主桥、跨断层引桥、东西两侧引桥、两岸连接线、涵洞、通道组成，桥梁与路基同宽32米（其中主桥全宽37.3米），采用沥青混凝土路面，桥涵设计荷载采用公路-Ⅰ级标准。大桥主桥采用单塔双跨双索面钢筋梁斜拉桥方案，跨径布置为230+230米；跨断层引桥采用60米10孔简支钢箱梁桥方案；主塔造型采用“文”字形，寓意“文耀海天”，塔高151.8米；主桥含两个通航孔，设计通航净空高度34米，净空宽度165米，净宽可达205米，该桥通航净空尺度满足1000吨级海轮单孔单向通航要求，同时可以满足500吨级海轮单孔双向通航要求。
主塔设两个分离式承台，每个承台下各设16根直径4.3米的钢管复合桩，钢管自重达102吨，是中国直径最大、规模最大的钢管复合桩基础。此外，混凝土桩直径达4.0米，钢筋笼重达107吨。

## 施工

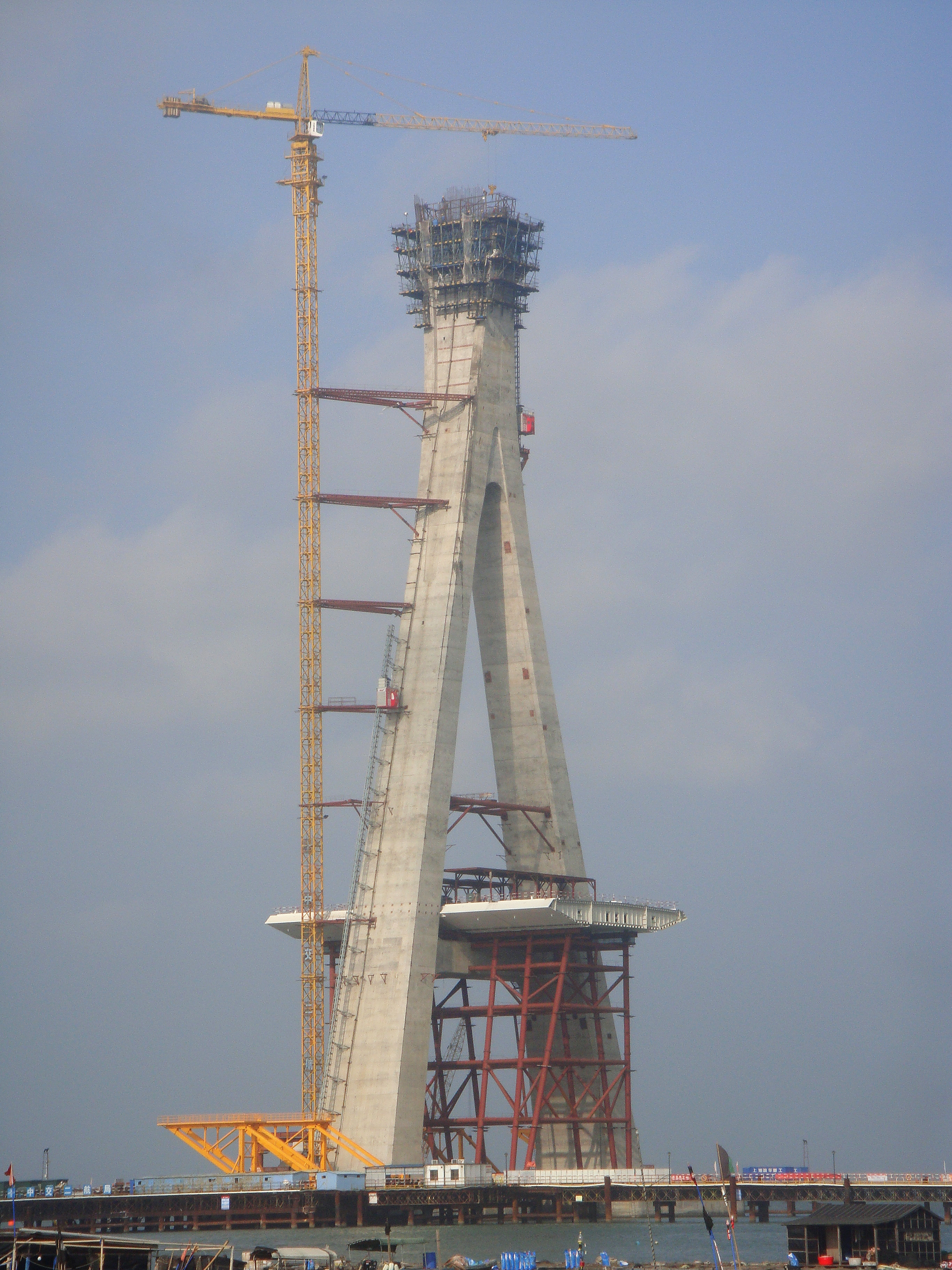
建设中的主塔

大桥采用国际工程中广泛应用的项目管理承包（PMC）模式进行建设，由中国公路工程咨询集团有限公司对项目实行全程代建管理，这是中国国内第一个采用PMC模式进行建设管理的桥梁工程。

## 建设历程
- 2009年12月，文昌市人民政府与中国公路工程咨询集团有限公司签订了海南铺前大桥项目管理承包（PMC）合同，中国公路工程咨询集团有限公司正式承担铺前大桥项目管理相对应的立项、协调、跟踪审批工作；
- 2010年12月，中国公路工程咨询集团有限公司完成铺前大桥预可行性研究报告（项目建议书）编制；
- 2011年10月27日，中华人民共和国交通运输部出具《关于海南省文昌铺前大桥项目建议书的审查意见》，同意建设海南铺前大桥；
- 2012年4月28日，铺前大桥项目建议书获中华人民共和国国家发展和改革委员会批复；
- 2010年10月27日至2013年9月17日，支撑本项目《工可报告》审批所需要的15个专题报告获批复；
- 2012年12月15日，中国公路工程咨询集团有限公司完成铺前大桥工程可行性报告的编制；
- 2013年9月23日，海南省发改委批复本项目的工程可行性研究报告，确定了铺前大桥项目的建设规模和技术标准；
- 2013年12月，中国公路工程咨询集团有限公司完成初步设计文件并通过海南省交通运输厅组织的评审；
- 2014年7月21日，海南省发改委批复本项目初步设计，明确了建设方案和技术标准，批复了项目概算，总金额调整为26.693765亿元人民币[5]；
- 2014年12月，中交第二公路勘察设计研究院有限公司承担铺前大桥的施工图设计文件编制工作；
- 2014年12月，中交水运规划设计院有限公司承担铺前大桥水域配套项目施工图设计文件编制工作；
- 2015年3月6日，铺前大桥项目正式开工建设[4]；
- 2015年7月18日，铺前大桥项目签字仪式在海口市举行[6]；
- 2016年3月26日，大桥主桥主塔首根桩基开钻[2]。
- 2018年11月3日，大桥合龙，并正式命名为“海文大桥”[9]。